# Baldriga mediterrània

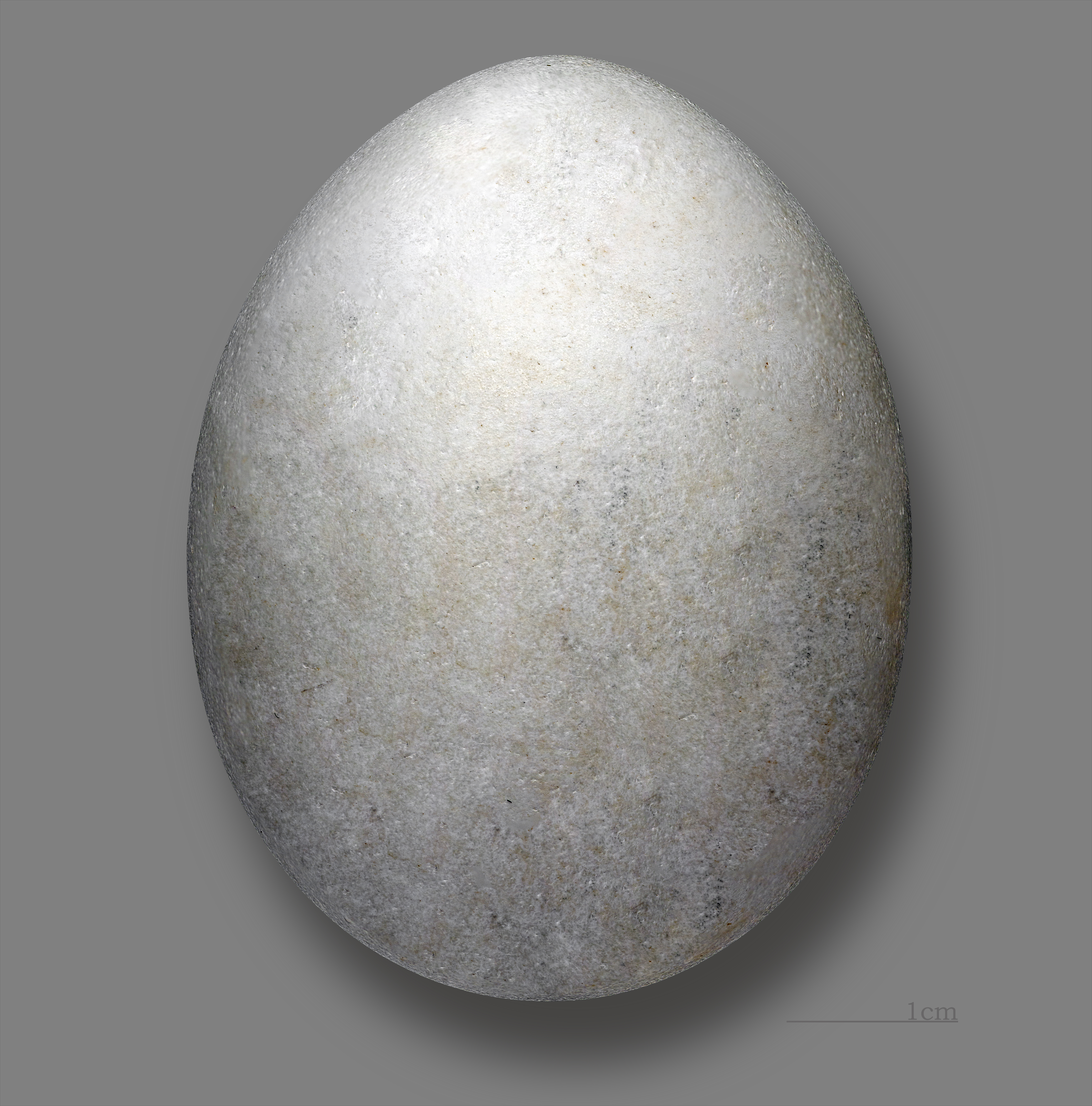
Baldriga mediterrània - L'ou.

La baldriga mediterrània (Puffinus yelkouan) és un ocell del gènere Puffinus de mida mitjana. Fan de 30 a 38 cm de llargada amb una envergadura alar de 76-89 cm. Té un aspecte més contrastat que la baldriga baleàrica amb la qual comparteix la distribució hivernal. A més almenys a Menorca hi ha híbrids de les dues espècies de baldriga. Cria en illes i penya-segats costaners de l'est i centre del Mediterrani, moltes hi hibernen però altres migren a l'oceà Atlàntic a finals d'estiu.